# Серговское сельское поселение
Се́рговское сельское поселение — упразднённое с 12 апреля 2010 года муниципальное образование в Новгородском муниципальном районе Новгородской области России.
Административным центром была деревня Сергово.
Серговское сельское поселение было образовано в соответствии с законом Новгородской области от 11 ноября 2005 года № 559-ОЗ. Согласно Областному закону от 30 марта 2010 года № 721-ОЗ Борковское сельское поселение и Серговское сельское поселение преобразованы во вновь образованное муниципальное образование Борковское сельское поселение с определением административного центра в деревне Борки.
Поселение расположено в центре Новгородской области, на северо-западном берегу озера Ильмень, в исторической местности — Ильменском Поозерье.

## Населённые пункты
Верховье, Горошково, Десятины, Дубровка, Еруново, Завал, Заболотье, Курицко, Липицы, Любоежа, Островок, Сергово, Яровица.
По территории поселения протекают реки Веряжа и Веронда.

## Демография
| Год                | Население, чел. |
| ------------------ | --------------- |
| 1 января 2003 года | 722             |
| 1 января 2004 года | 717             |
| 1 января 2005 года | 705             |
| 1 января 2006 года | 689             |
| 1 января 2007 года | 667             |
| 1 января 2008 года | 665             |
| 1 января 2009 года | 666             |